# Miles Western
Miles Western (...) è un attore e cantante britannico.
Nel 2001 ha vinto il Laurence Olivier Award alla miglior performance in un ruolo non protagonista in un musical per la sua performance in Pageant al Vaudeville Theatre di Londra.

## Filmografia
- Il fantasma dell'Opera, regia di Joel Schumacher (2004)